# Chrysometa troya
Chrysometa troya är en spindelart som beskrevs av Claude Lévi 1986. Chrysometa troya ingår i släktet Chrysometa och familjen käkspindlar.
Artens utbredningsområde är Ecuador. Inga underarter finns listade i Catalogue of Life.